# Osservatorio di Massena
L'osservatorio di Massena è un'altura, con cima piana, a cavallo tra l'alta Valle Neva tra il comune di Castelvecchio di Rocca Barbena e quello di Balestrino, nella provincia di Savona, in Liguria.

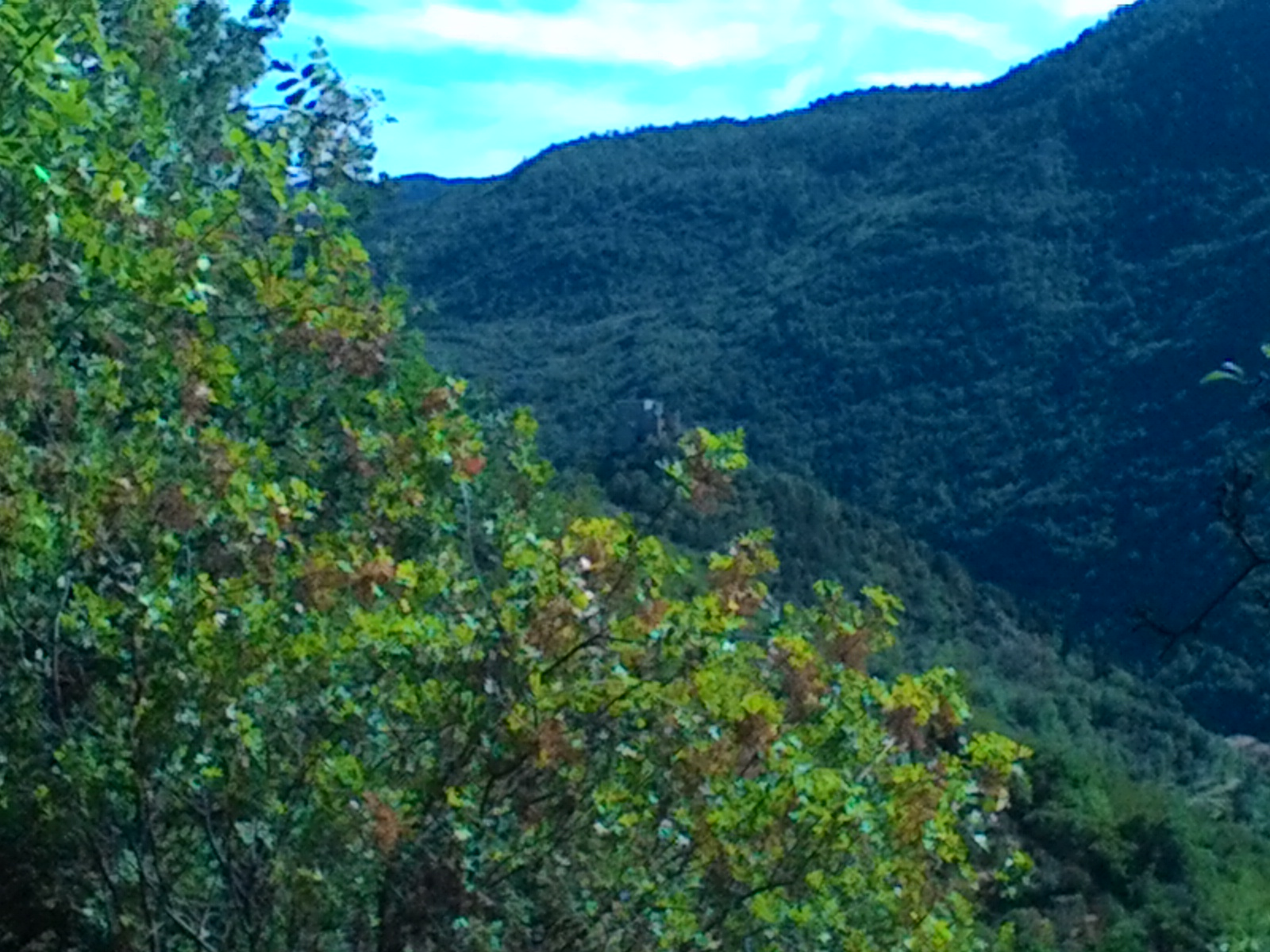
La Val Neva dall'osservatorio di Massena

## Storia
Il colletto (oggi nel territorio di Balestrino al confine con Castelvecchio di Rocca Barbena) deve il suo nome al generale dell'esercito Napoleonico Andrea Massena che in questo luogo durante la Battaglia di Loano nel 1794 (conclusasi con la vittoria delle truppe sotto il suo comando e la creazione di una testa di ponte poi fondamentale per la prima campagna d'italia del futuro imperatore Napoleone Bonaparte) pose il suo osservatorio di guerra per poter meglio scrutare e comandare i movimenti delle truppe lungo la piana di Loano ed aver altresì piena visibilità delle truppe nell'entroterra di Zuccarello e di gran parte della costa del ponente ligure. Il luogo scelto vista la fondamentale ubicazione a cavallo tra mare e pianura padana era già precedentemente antropizzato, anche se oggi non restano che alcuni resti di muri perimetrali di precedenti strutture murarie di probabili strutture militari.

## Ubicazione
Posto in cima alla Val Neva all'imbocco della strada sterrata che collega la strada provinciale per Balestrino-Toirano con il Colle dello Scravaion, a circa 700 metri di altezza slm il piccolo colle permette una vista a 360 gradi tra la val Neva e la piana di Loano, oggi rimboschito dalla tipica macchia mediterranea (lecci,ulivi selvatici roverelle e castagni). 
Indicato con cartello di località fa parte dal 2011 del percorso internazionale BonEsprit che comprende i luoghi Napoleonici di interesse comunitario tra Francia ed Italia.
Da questa posizione sono state tratte alcune delle tavole illustrative di Giuseppe Pietro Bagetti, illustratore e cartografo a seguito dell'armata francese in Italia.